# Sibulan
Sibulan là một đô thị hạng 4 ở tỉnh Negros Oriental, Philippines. Theo điều tra dân số năm 2000, đô thị này có dân số 47.162 người trong 7.871 hộ.
Sibulan về phía nam giáp Thành phố Dumaguete, tỉnh lỵ. Ở đây có sân bay Dumaguete, sân bay duy nhất ở Negros Oriental.
Sibulan cũng có điểm du lịch sinh thái hai hồ gồm hồ Balinsasayao và hồ Danao.

## Barangay
Sibulan được chia thành 16 barangay.
| - Agan-an - Ajong - Balugo - Bolocboloc - Calabnugan - Campaclan - Cangmating - Enrique Villanueva | - Looc - Magatas - Maningcao - Maslog - Poblacion - San Antonio - Tubigon - Tubtubon |